# Silvia de Dios
Silvia de Dios (Bogotá, 9 de fevereiro de 1966) é uma atriz colombiana.

## Filmografia
- La Traicionera (2011 - 2012) ... Marcia Posada
- Confidencial (2011) ... Marcela de Castellanos
- A mano limpia (2010) .... Lucrecia
- Mujeres al límite  (2010, 1 capítulo)
- Los Victorinos (2009) ....Ángela de Gallardo
- Verano en Venecia (2009) ... Roselia "Rossy" Romero
- La Hija del Mariachi (2007) ... Nora de Macias
- Pura sangre (2007) ... Susana Suescún de Lagos
- Amores de mercado (2006) ... Fanny
- Por amor a Gloria (2005) ... Sol Amaya
- Te voy a enseñar a querer (2004) .... Empera Divas
- María Madrugada (2002) .... Silvia de Echeverry
- Padres e hijos (2000-2002) .... Helena Sánchez
- Traga maluca (2000) .... Perla Conde
- Marido y mujer (1999) .... Aura Cristina Hiller
- El amor es más fuerte (1998) .... Alejandra
- La sombra del deseo (1996)
- Café, con aroma de mujer (1994) .... Lucrecia de Vallejo Sáenz
- Sueños y espejos (1994)
- De pies a cabeza (1993) .... Lucía (Protagonista)
- Música maestro (1990)    .... Juanita
- Caballo viejo (1988) ... Nora Márquez

## Prêmios e indicações

### TVyNovelas
| Ano  | Categoria                | Trabalho        | Resultado |
| ---- | ------------------------ | --------------- | --------- |
| 2003 | Melhor atriz antagonista | María Madrugada | Venceu    |

### India Catalina
| Ano  | Categoria                | Trabalho          | Resultado |
| ---- | ------------------------ | ----------------- | --------- |
| 2006 | Melhor atriz coadjuvante | Por amor a Gloria | Indicado  |
| 2003 | Melhor atriz coadjuvante | María Madrugada   | Indicado  |